# Liste der denkmalgeschützten Objekte in Sankt Margareten im Rosental
Die Liste der denkmalgeschützten Objekte in Sankt Margareten im Rosental enthält die denkmalgeschützten, unbeweglichen Objekte der Gemeinde Sankt Margareten im Rosental.

## Denkmäler
| Foto |                 | Denkmal                                                                       | Standort                                   | Beschreibung | Metadaten |
| ---- | --------------- | ----------------------------------------------------------------------------- | ------------------------------------------ | --- | --- |
| ja   | Datei hochladen | Wallfahrtskapelle hl. Anna HERIS-ID: 16799 Objekt-ID: 13067                   | Matzen Standort KG: Gotschuchen            | Die Annakapelle liegt in einer Seehöhe von 1534 m auf dem Matzenberg. Das 1851 errichtete kleine Gebäude weist einen runden Chor und einen um 1900 errichteten nördlichen Sakristeiturm auf. Das Kirchenschiff ist flach gedeckt. Die aus dem 3. Viertel des 18. Jahrhunderts stammenden Schnitzfiguren des barocken Tabernakelaltars zeigen den heiligen Dominicus und die heilige Katharina von Siena. Sie wurden im Jahr 1859 von Julius Silbernagel gespendet, der sie seiner Hauskapelle im Painerhof entnahm. Die Konsolfiguren Herz Jesu und Mariens wurden um 1900 geschaffen. Ein Votivbild stammt aus dem Jahr 1833. Außerhalb des Gebäudes befindet sich eine Nischenkapelle mit Kruzifix. | BDA-Hist.: Q37831206 Status: § 2a Stand der BDA-Liste: 2025-06-30 Name: Wallfahrtskapelle hl. Anna GstNr.: .91 Wallfahrtskapelle hl. Anna Matzen                                                |
| ja   | Datei hochladen | Kath. Filialkirche hl. Thomas HERIS-ID: 16801 Objekt-ID: 13069                | Oberdörfl Standort KG: Niederdörfl         | Die Kirche mit hohem Dachreiter mit Spitzdach wurde 1757 anstelle einer 1430 urkundlich erwähnten Kirche neu gebaut. Der Hochaltar stammt aus der Bauzeit, die Seitenaltäre sind wenige Jahrzehnte älter. | BDA-Hist.: Q1413256 Status: § 2a Stand der BDA-Liste: 2025-06-30 Name: Kath. Filialkirche hl. Thomas GstNr.: .57 Filialkirche hl. Thomas, Oberdörfl, Sankt Margareten im Rosental               |
| ja   | Datei hochladen | Kath. Pfarrkirche St. Margareten ob Weidisch HERIS-ID: 16803 Objekt-ID: 13071 | St. Margareten Standort KG: St. Margareten | Die im Kern mittelalterliche, barock erneuerte Kirche hat einen mächtigen spätgotischen Westturm mit kreuzrippengewölbter Vorhalle im Turmerdgeschoß. Das Langhaus weist ein Tonnengewölbe mit Stichkappen (17. Jahrhundert?) auf, der eingezogene Chor mit 5/8-Schluss ist kreuzgratgewölbt. Hochaltar, rechter Seitenaltar und Kanzel sind alle barock aus der Mitte des 18. Jahrhunderts; der linke Seitenaltar ist vom Ende des 17. Jahrhunderts. | BDA-Hist.: Q1501380 Status: § 2a Stand der BDA-Liste: 2025-06-30 Name: Kath. Pfarrkirche St. Margareten ob Weidisch GstNr.: .30, 181/2 Pfarrkirche hl. Margaretha, Sankt Margareten im Rosental |